# Жимулёв, Игорь Фёдорович
Игорь Фёдорович Жимулёв (род. 1 января 1947 в г. Степанакерт, НКАО, Азербайджанская ССР (СССР)) — советский и российский учёный в области генетики, доктор биологических наук (1982), профессор (1991), академик РАН (2006; член-корреспондент с 1997). Лауреат Государственной премии Российской Федерации в области науки и техники. Научный руководитель ИМКБ СО РАН (с 2017).

## Биография
Начальное генетическое образование получил, выполняя дипломную работу в лабораториях Н. В. Тимофеева-Ресовского и Ж. А. Медведева в Институте медицинской радиологии АМН СССР (Обнинск), затем в лабораториях Н. П. Дубинина и А. П. Акифьева в Институте общей генетики АН СССР (Москва).
С 1971 года работал в Институте цитологии и генетики СО РАН, где с 1986 года возглавлял лабораторию молекулярной цитогенетики.
В 1993—2006 гг. читал курс лекций по общей и молекулярной генетике на факультете естественных наук НГУ.
С 2008 года — член Президиума СО РАН.
С апреля 2009 по декабрь 2011 года — заместитель директора Института химической биологии и фундаментальной медицины СО РАН, заведующий отделом молекулярной и клеточной биологии на правах филиала в ИХБФМ СО РАН. Отдел был образован в результате перевода ряда исследовательских лабораторий ИЦиГ СО РАН в ИХБФМ СО РАН.
Заведующий лабораторией молекулярной цитогенетики Института молекулярной и клеточной биологии СО РАН.
С декабря 2011 по апрель 2017 года был директором Института молекулярной и клеточной биологии СО РАН, с апреля 2017 года — научный руководитель ИМКБ СО РАН.

## Деятельность

### Научная
Основные области научных интересов: организация политенных хромосом, структура и экспрессия генов, гетерохроматин, структура и организация генома.
Автор примерно 350 публикаций, среди которых 3 монографии о политенных хромосомах, которые затем были переведены и изданы в США издательством Academic Press, а также трёх изданий учебного пособия для вузов «Общая и молекулярная генетика».
Кроме того, И. Ф. Жимулёв занимается исследованием орнитофауны окрестностей Новосибирского Академгородка, является участником проекта подсчета пернатых («Считать ворон — благое дело!»).

### Общественная
В 2006 г. выступил с активной критикой проектов новой застройки Академгородка (в частности, проекта технопарка), предполагавших массированную вырубку городских лесов.
Уход академика Жимулёва из НГУ был связан с его негативной оценкой политики платного образования в университете, озвученной на заседании «круглого стола», посвященного изменению зонирования Академгородка, в Президиуме СО РАН 15 февраля 2007 года.

## Награды и премии
- Медаль ордена «За заслуги перед Отечеством» I степени (14 ноября 2022 года) — за вклад в развитие науки и многолетнюю добросовестную работу[10]
- Медаль ордена «За заслуги перед Отечеством» II степени (11 марта 2008 года) — за достигнутые трудовые успехи и многолетнюю плодотворную работу[11]
- Государственная премия Российской Федерации в области науки и техники 2002 года — за цикл работ «Организация генома и регуляция активности генов у эукариот»[12] (Совместно с акад. Георгиевым П. Г., чл-корр Гвоздевым В. А.)